# Sanrio
Sanrio Company, Ltd. (株式会社サンリオ Kabushikigaisha Sanrio?) este o companie de divertisment din Japonia. Ea proiectează, acordă licențe și produce produse care se concentrează pe segmentul kawaii ("drăguț") al culturii populare japoneze. Produsele lor includ papetărie, rechizite școlare, cadouri și accesorii care sunt vândute în întreaga lume, inclusiv în magazinele de vânzare cu amănuntul de marcă specializată din Japonia. Cel mai cunoscut personaj al lui Sanrio este Hello Kitty, o pisică din desene animate și una din cele mai de succes mărci de marketing din lume. Misiunea și declarațiile de viziune ale lui Sanrio sunt „toți se înțeleg împreună” și „One World, Connecting Smiles”.
Pe lângă vânzarea de bunuri de caracter, Sanrio participă la producția și publicarea filmelor. Au drepturi asupra personajelor Mr. Men drepturi de licențiere în Japonia pentru personajele Peanuts. Brațul lor de animatronice, numit Kokoro Company, Ltd. (kokoro însemnând 'inimă' în japoneză) este cunoscut cel mai bine pentru androidul Actroid. Compania gestionează și o franciză de KFC în Prefectura Saitama.